# Park Sung-soo
Park Sung-soo (박성수: 9 de maio de 1970) é um arqueiro sul-coreano, campeão olímpico.

## Carreira
Park Sung-soo representou seu país nos Jogos Olímpicos em 1988, ganhando a medalha de ouro por equipes e a prata no individual. 